# Analityczna baza danych
Analityczna baza danych – baza danych, w której dane są stałe i podlegają tylko analizie. Dane pochodzące z operacyjnej bazy danych, po wprowadzeniu do bazy analitycznej nie są modyfikowane. Główne operacje wykonywane na tych danych to wyszukiwanie danych, sporządzanie zestawień statystycznych, przeprowadzanie analiz i prognoz. Baza analityczna (archiwalna) na ogół jest zupełnie inaczej zaprojektowana niż baza operacyjna.